# 水戸市立サッカー・ラグビー場
水戸市立サッカー・ラグビー場（みとしりつ サッカー・ラグビーじょう）は、茨城県水戸市河和田町にある市営のサッカー・ラグビー専用スタジアム。「ツインフィールド」の愛称を持つ。

## 概要
2002年3月完成。愛称の「ツインフィールド」はメインスタンド（鉄筋コンクリート造2階建て）を共有する形で、2面のピッチが隣り合っていることによる。同年に開催された2002 FIFAワールドカップでは公認キャンプ候補地に選定されていた。また、水戸ホーリーホックの練習場としても使用されていた。
開場当初は2面とも天然芝だったが、後に1面は人工芝（日本サッカー協会公認ロングパイル人工芝）に張り替えられている。2019年に開催された第74回国民体育大会（いきいき茨城ゆめ国体）のラグビーフットボール競技に使用するため人工芝がリニューアルされており、サッカー（少年サッカー用は2面）、ラグビーのラインが、それぞれ色別にペイントされている。皇后杯全日本女子サッカー選手権大会やユース年代の試合会場などとして使用されている。
大型映像装置は無く、得点板が設けられている。
隣接する河和田市民運動場（高麗芝1面、ジョギングコース）と一体的に利用されている。

## アクセス
- JR水戸駅から茨城交通バスで約30分、「ツインフィールド入口」バス停下車徒歩5分
- JR赤塚駅から徒歩30分またはタクシー